# Fontane e lavatoi di Gorno

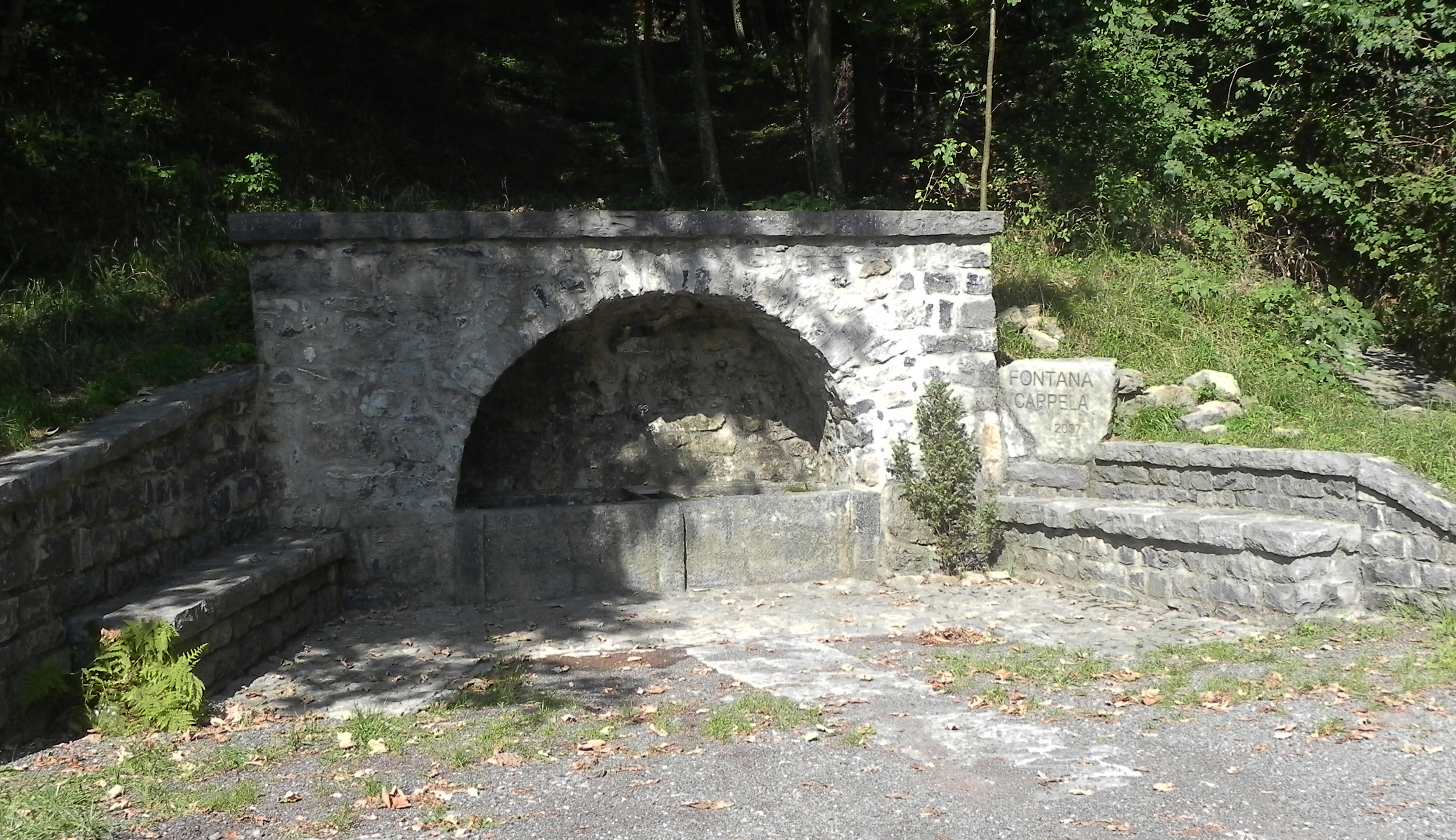
La fontana in località Cerpéla, restaurata nel 2007

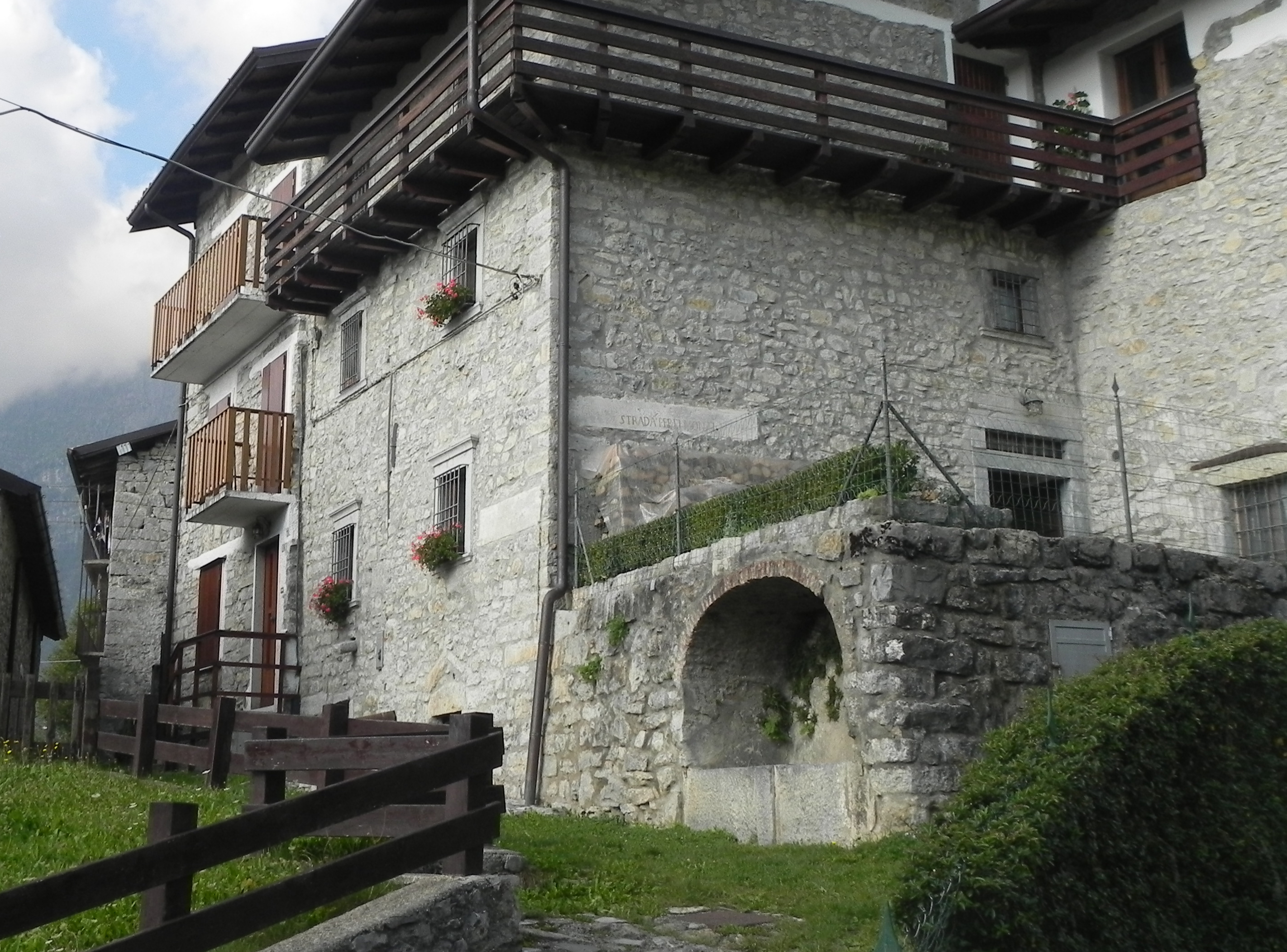
La fontana in contrada Peroli Alti

Per quanto concerne l'edilizia idrica Gorno conserva alcune testimonianze riferita a fontane e lavatoi pubblici.
La dislocazione delle varie contrade in un territorio ampio e montano ha dato vita nei secoli alla costruzione di diverse fonti d'acqua finalizzate a diversi utilizzi, primo tra tutto quello di attingere l'acqua per le varie abitazioni della contrada, ma anche per abbeverare il bestiame e nel caso dei lavatoi per appunto lavare la biancheria.

## Fontane
La presenza di fonti d'acqua all'interno del territorio comunale è segnalata sin dal XVI secolo, dove all'interno del capitolo 76 degli statuti cinquecenteschi del comune di Gorno si può leggere
Nell'Ottocento l'amministrazione comunale, per migliorare le condizioni igieniche, decise di costruire vere e proprie fontane nelle varie contrade, sostituendo le precarie fontanelle precedentemente costruite nei secoli dagli abitanti del paese.
Vengono quindi edificate le fontane di Villassio, di Erdeno, di San Giovanni, in località Calchera, a Cavagnoli e vicino alla chiesa Parrocchiale.
Nel XX secolo arrivano i primi allacciamenti tra le case e gli acquedotti comunali, per avere acqua potabile direttamente all'interno delle abitazioni del paese.
Nel 1906 avvenne il primo allacciamento del paese, all'interno della struttura dell'asilo nido che sorgeva in località Madonna, vicino alla chiesa della Madonna delle Grazie, grazie anche al contributo della direttrice di allora, Guerinoni Rosa, che compartecipò pagando il 75% della spesa. Successivamente, nel 1915 fu l'ambulatorio medico situato al pian terrento del Municipio e la Chiesa Parrocchiale.
Via via le varie abitazioni vennero allacciate e nel 1929 venne predisposto da parte dell'amministrazione comunale il primo regolamento per la concessione dell'acqua potabile ai privati.
Inizialmente la tassa prevedeva un canone a spina, dove veniva pagata una somma per ogni spina esistente, venendo poi sostituita con un contatore a erogazione nel 1962.

Il continuo aumento della popolazione, i cambiamenti urbanistici e il miglioramento della qualità della vita delle varie famiglie ha quindi fatto venire a meno il fondamentale ruolo delle fontane per la popolazione delle varie contrade, finendo spesso per essere demolite.

In alcuni casi, essendo esse edificate a ridosso delle antiche mulattiere, con la costruzione delle vie carrozzabili e il conseguente allargamento delle strade venivano demolite e non più sostituite, mentre in altri casi l'ammodernamento e il riassetto dell'urbanistica ha demolito le vecchie costruzioni, mantenendo viva la fonte d'acqua con le piccole fontanelle verdi in metallo.
Più recentemente gli ultimi interventi delle varie giunte comunali hanno permesso la salvaguardia alcune delle ultime fontane rimaste nel territorio comunale, intervenendo con lavori di salvaguardia e ristrutturazione, aiutati dai vari gruppi volontari del paese.
Per quanto riguarda le fontane demolite possiamo invece risalire ad esse esclusivamente grazie alle foto d'epoca e in alcuni casi ai progetti conservati negli archivi comunali.
Escludendo le fontane commissionate dal comune, che spesso vedevano la progettazione delle strutture da parte di ingegneri dell'epoca, all'interno del territorio comunale molte delle fontane vennero costruite dagli abitanti stessi, seguendo uno stile che è caratterizzato da elementi spesso simili tra le varie edificazioni.
 Architettonicamente le fontane sono costituite da un bacino in pietra per la raccolta dell'acqua dove al centro vi sono due barre d'appoggio in metallo. Le fontane edificate nelle contrade e nelle immediate vicinanze sono spesso caratterizzate da una struttura in pietra ad arco a copertura del bacino a volte affiancata da una seduta, mentre quelle adibite ad abbeveratoio è invece generalmente presente solo il bacino per la raccolta dell'acqua. in entrambi i casi quest'ultima sgorga o da un tubo metallico o da un piccolo canale di scolo in pietra scolpito.
Nel 1990, in alcuni casi sostituendo piccole fontane preesistenti, il comune ha provveduto all'acquisto e alla posa di nuove fontane metalliche in diversi punti del territorio comunale, come in contrada Riso, contrada Erdeno, contrada Villassio, contrada SS. Trinità, in località Calchera e nei giardini pubblici vicino alla chiesa parrocchiale.

### Fontane in Piazza Villassio, contrada Erdeno e Chiesa Parrocchiale
Le fontane vennero commissionate all'ing. Marinoni di Clusone nel 1868 e, dopo l'approvazione del progetto, inaugurate nel 1869 per una spesa complessiva preventivata di L.4119,08, che verrà successivamente superata di L.723,97.

La spesa venne in parte coperta da grazie alle offerte degli abitanti delle contrade con L.200 raccolti in contrada Villassio, L.220 in contrada Erdeno e L.50 grazie al pagamento di alcuni allacciamenti.
L'acqua giungeva dalle sorgenti Segati e Viseretta.

La fontana edificata in contrada Villassio e in contrada Erdeno sono state demolite, mentre quella edificata vicino alla chiesa parrocchiale è ancora presente, ma danneggiata e con spina chiusa.
Riguardo alla fontana in contrada Villassio, edificata nella piazza centrale della contrada, si sono conservate sia il suo progetto originale che fotografie d'epoca che ci danno una chiara idea della sua struttura.

La fontana aveva un doppio bacino per la raccolta dell'acqua, sia davanti che dietro alla struttura, che fungeva anche da lavatoio pubblico, ed era caratterizzata da una grossa pigna posta sulla sua sommità.

Il 7 maggio 1893 venne deciso di spostarla a nord della piazza, in modo da essere più pratica per gli abitanti della contrada e per poter far defluire le acque di scarico nella Valle dei Broli anziché verso la parrocchiale. Il progetto di spostamento venne affidato all'ingegner F. Savoldelli Pedrocchi di Clusone ed eseguito da Bernardo Perolari. La spesa, con l'aggiounta di altre opere di ristrutturazione degli acquedotti di Villassio ed Erdeno, fu di L. 2750.
La fontana verrà demolita negli anni cinquanta del XX secolo per permettere alla strada carrozzabile, e successivamente alle corriere di linea, di raggiungere il capoluogo del paese.
Della fontana di contrada Erdeno, anch'essa demolita, ci resta solo il progetto conservato negli archivi comunali e le piantine dell'epoca che ci indicano la sua posizione all'interno della contrada.
A differenza di quella di Villassio, era caratterizzata da una struttura a tre arcate con un tetto a copertura. Anch'essa venne prima spostata, nel 1929, per poi essere demolita intorno agli anni sessanta. In contrada è oggi presente una piccola fontanella metallica.
Riguardo alla fontana edificata vicino alla chiesa parrocchiale è giunto fino a noi soltanto parte della sua struttura, inglobata nel muro di cinta che sostiene la strada via Monsignor Guerinoni che passa dietro all'edificio, con spina chiusa. Venne anch'essa spostata negli anni trenta nella sua attuale posizione (precedentemente era posizionata leggermente più a nord, dove attualmente vi è il tabellone delle affissioni comunali in cima alla scalinata che porta dal sagrato della chiesa in via Monsignor Guerinoni) come testimoniano le due date incise, la prima 1869, data della sua edificazione, e la seconda 1929, data del suo trasloco.

Una piccola fontanella metallica è oggi presente all'interno dei giardini pubblici vicino alla chiesa.
A Villassio è presente, in via Fontana Vecchia, un'altra spina pubblica. Di edificazione popolare, nel 2004 è stata completamente restaurata, riportando alla luce un grosso masso presente a lato della stessa che riporta incisa la data 1584, datando la prima edificazione della fontana e identificandola come la fontana più antica del paese.

### Fontane in contrada Cavagnoli, Calchera e San Giovanni
Anch'esse costruite per volere del comune di Gorno, vennero progettate dell'ing. Savoldelli Pedrocchi di Clusone con progetto approvato in data 12 luglio 1890 per una spesa complessiva di L.5664,93.

Alimentate dalla sorgente Albe, delle tre ad oggi rimane la fontana in contrada San Giovanni, caratterizzata da un bacino in pietra rettangolare sormontato da un tetto, mentre le fontane in contrada Calchera e Cavagnoli vennero demolite, sostituite oggi con piccole fontanelle metalliche.
In contrada Cavagnoli è rimasta una piccola fontanalla di vecchia edificazione popolare, detta Ines.

### Fontana in località Botaclera
Di antica edificazione popolare, costruita all'inizio della mulattiera che da contrada di S. Antonio porta alla contrada di San Giovanni, veniva utilizzata dagli abitanti di entrambi i borghi per abbeverare il bestiame a attingere l'acqua prima dell'edificazione delle fontane in ognuna delle contrade.

### Fontane in contrada Peroli Alti e Bassi
Salendo verso le due contrade, nella Valle dei Crap, vi è una fontana di edificazione popolare attualmente in stato di abbandono, mentre è stata interamente restaurata nel 2007 ripristinando la sua struttura ad arco e le sedute laterali ad essa quella in localitè Carpéla.

Di edificazione popolare sono anche le due fontane presenti l'una nella contrada di Peroli alti e l'altra a Peroli bassi. Entrambe alimentate dalla sorgente Tesa, sono state in parte recuperate con il riassetto delle contrade.

Inoltre nella contrada di Peroli alti, a ridosso di una vecchia mulattiera che porta ad alcune baite, vi è la fontana Tesa.

### Fontane d'alpeggio
In questo caso le varie sorgenti d'acqua, trasformate in fontane, fungevano soprattutto da abbeveratoi per il bestiame che pascolava sulle pendici della montagna.

In località Grina vi si trovano le fontane abbeveratoi Posciaì, Porchera basa, Funtanì Porchera, Cambres e
Tagliatelli.
Vicino al roccolo Garibaldi, vi è il Fontanì de osèi (Fontanino degli uccelli) anche chiamato "fontanì de la strada nöa" (fontanino della strada nuova), completamente ristrutturato tra il 2005 e il 2006 da parte del gruppo Cacciatori della Val del Riso con il sostegno dell'amministrazione comunale.
Sempre di edificazione popolare, edificate nella parte nord del territorio comunale e in attesa di un restauro, vi sono anche la fontana Risa, Urtighe, Sambasa, quella in Val Visereta, quella in località Plicosa, in località Albe e in località Bura.

### Fontana monumento alla memoria di Luigi Zanotti
Inaugurata il 5 marzo del 2011, è l'ultima fontana costruita all'interno del paese con la collaborazione del Comune e della Parrocchia ed ha una funzione puramente decorativa e di memoria.

Situata all'incrocio di via Mons. Guerinoni e Via Madonna, è inserita all'interno di un piccolo giardino pubblico.

Costituita da un grande masso di roccia grezza dove zampilla un getto d'acqua perenne, è stata dedicata (insieme all'area pubblica nella quale è inserita) alla memoria di Luigi Zanotti, gornese che negli anni della sua vita si è sempre mosso per la tutela, la valorizzazione e collaborazione all'interno della comunità del paese.

### Fontane demolite
Il Funtanì de la Madona, di edificazione popolare, era costruita sotto l'antica mulattiera che portava in contrada S. Antonio vicino alla Chiesa della Madonna delle Grazie, da cui deve il suo nome.

Con la costruzione della nuova carrozzabile nel 1969 venne demolita. Restano a testimonianza alcune foto d'epoca che ci mostrano la sua struttura inglobata nel muro a sostegno della mulattiera, caratterizzata da un arco con una piccola fonte centrale ed una seduta a fianco della sua struttura.
In contrada Riso ne risultava presente una come riportato da alcuni documenti della fine del XIX secolo, dove viene citata una fontana in pietra alimentata da una sorgente del fiume Riso e dagli anni venti del XX secolo dalla sorgente Visereta. A lato della piazza centrale della contrada è oggi presente una piccola fontanella metallica a spina continua.
In contrada Sant'Antonio vi era una fontana commissionata dal comune all'ing. Virgilio Castelli e approvata in data 27 luglio 1898 al costo di L.1519,50 (come riportato all'interno della delibera comunale in data 23 marzo 1901). Demolita, è oggi presente in contrada una piccola fontanella metallica.
In contrada Campello venne edificata nel 1914 ed era alimentata dall'acquedotto del comune di Oneta, mentre della fontana edificata in località della Santissima Trinità vi è una nota all'interno di una delibera comunale del 22 gennaio del 1895, ma non è dato a sapere quando venne edificata e come fosse la sua struttura. È oggi presente vicino alla chiesa della Santissima Trinità una piccola fontanella metallica.

## Lavatoi
All'interno del territorio comunale certa era anche la presenza di lavatoi pubblici.

Al riguardo esistono però meno notizie nello specifico, soprattutto perché la loro struttura era spesso assimilata a quella delle fontane, come nel caso della fontana in contrada Villassio e quella in contrada Erdeno e quindi ci si riferiva alla struttura in generale della fontana.

Riferiti a veri e propri lavatoi pubblici con spina, caratterizzati da un bacino per la raccolta dell'acqua con bordo obliquo dove poter lavare il bucato, foto d'epoca ne mostrano uno in contrada Riso costruito in cemento armato, ma poi successivamente demolito durante le opere di riassetto della piazza e sostituito da una piccola fontanella, mentre ancora presente è il lavatoio vicino al Santuario del Santissimo Crocifisso.

Ristrutturato con il riassetto del santuario e della piazza annessa nel 1990, con una struttura in cemento originaria della prima metà del XX secolo è ad oggi l'unico conservato nell'abitato di Gorno.

## Immagini correlate

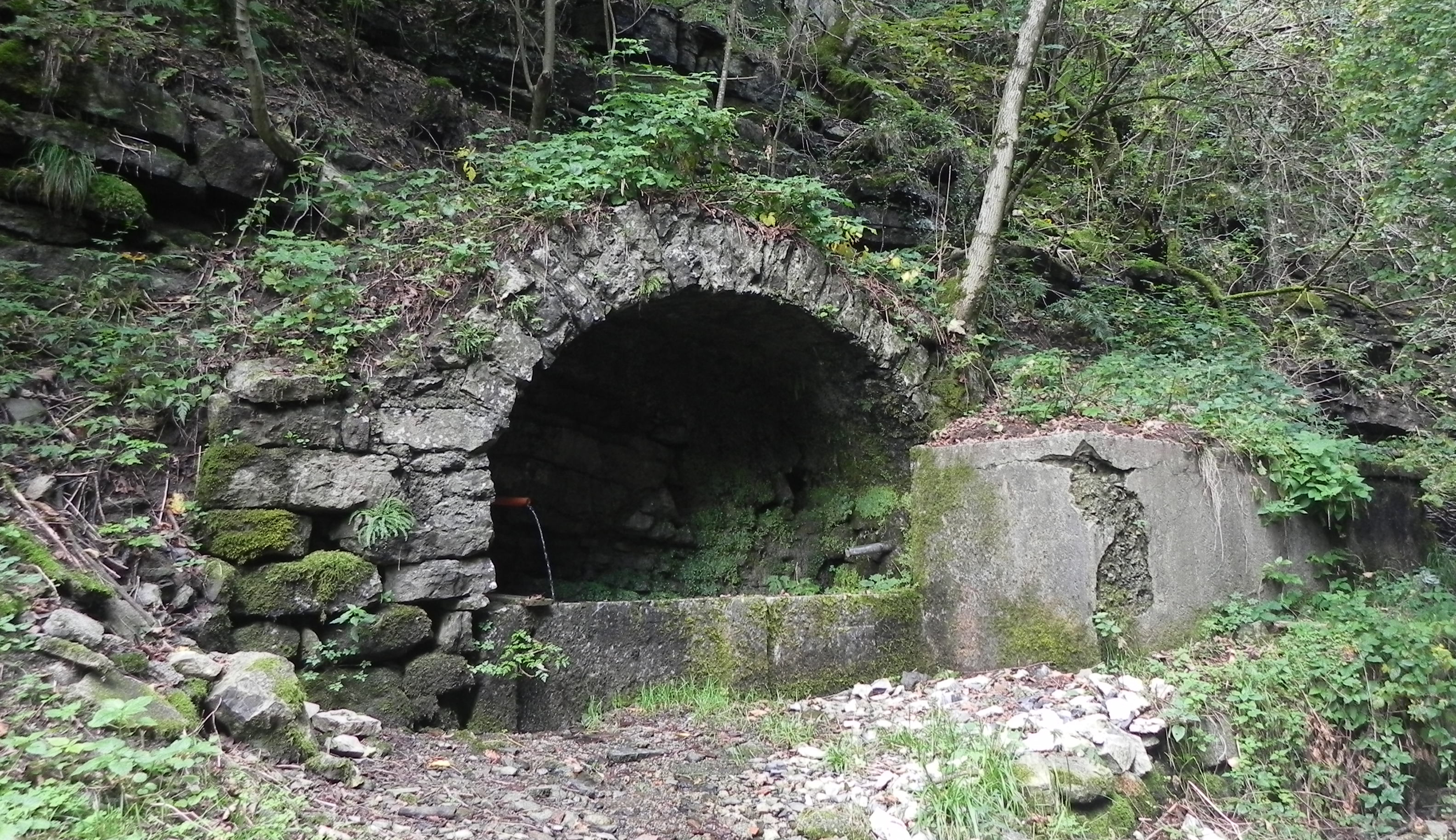
Antica fontana sulla strada che va verso contrada Peroli, nella Valle dei Crap
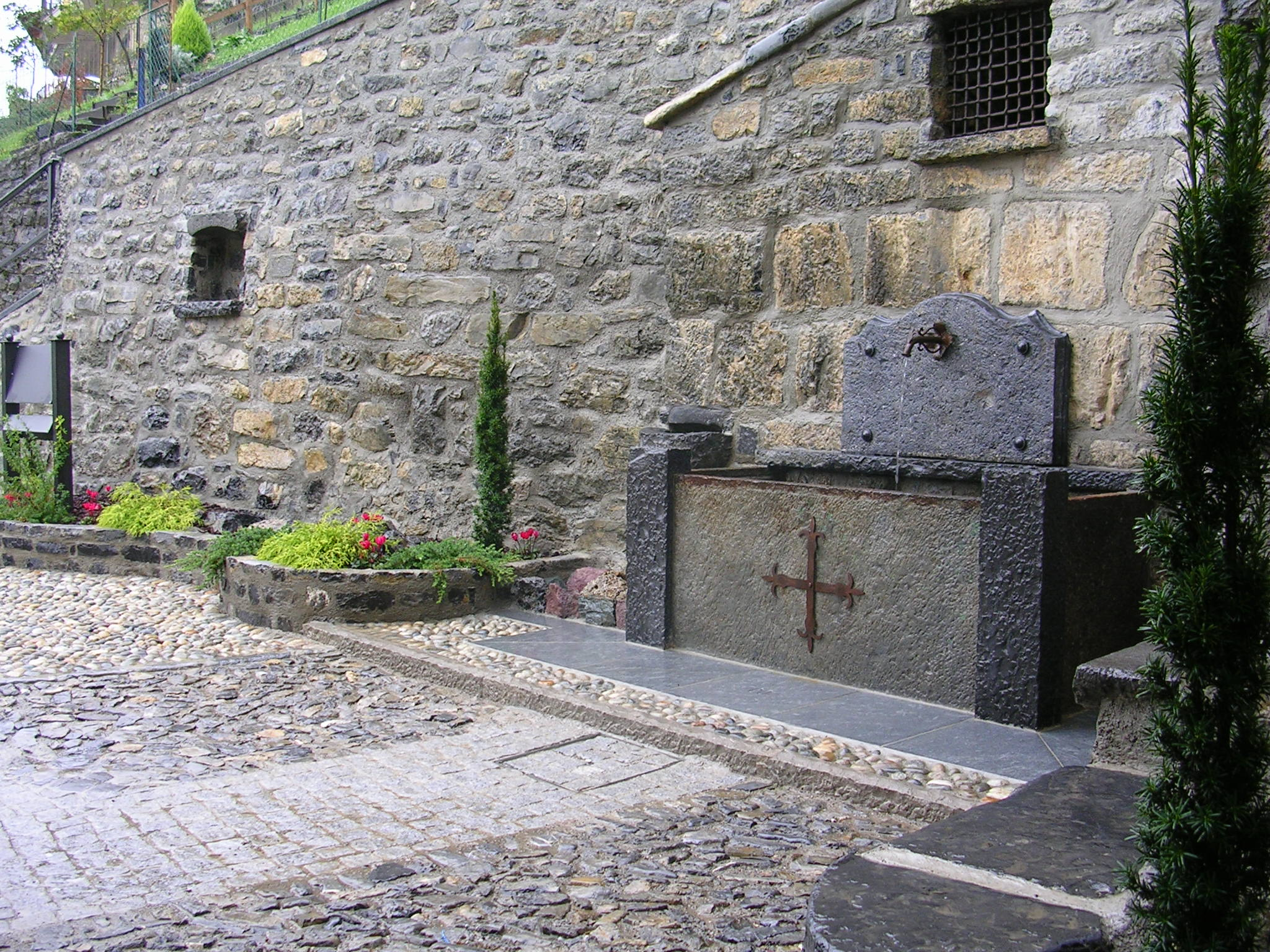
La fontana in via Fontana Vecchia in contrada Villassio, datata 1584 e restaurata nel 2004
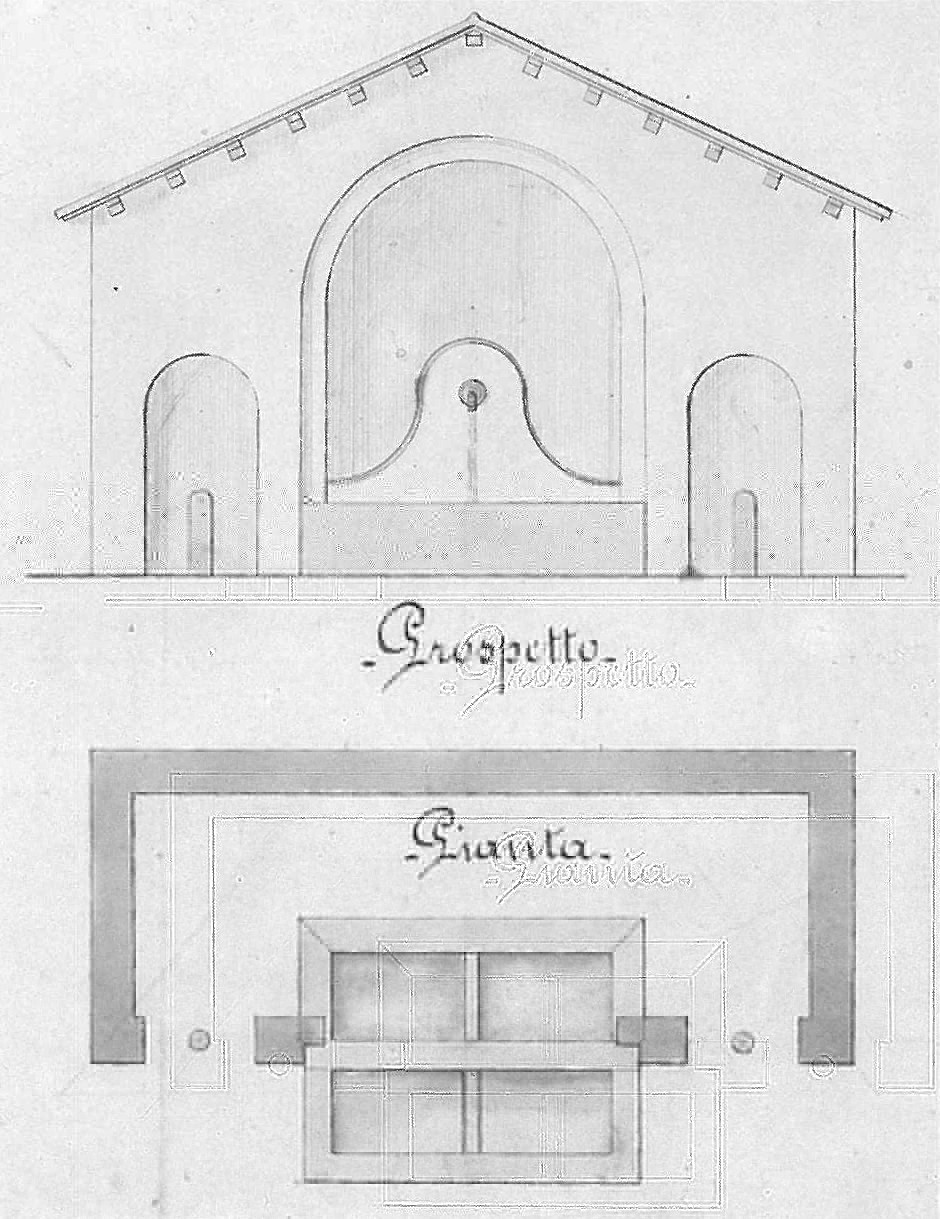
Il progetto della fontana, oggi demolita, che si trovava in contrada Erdeno
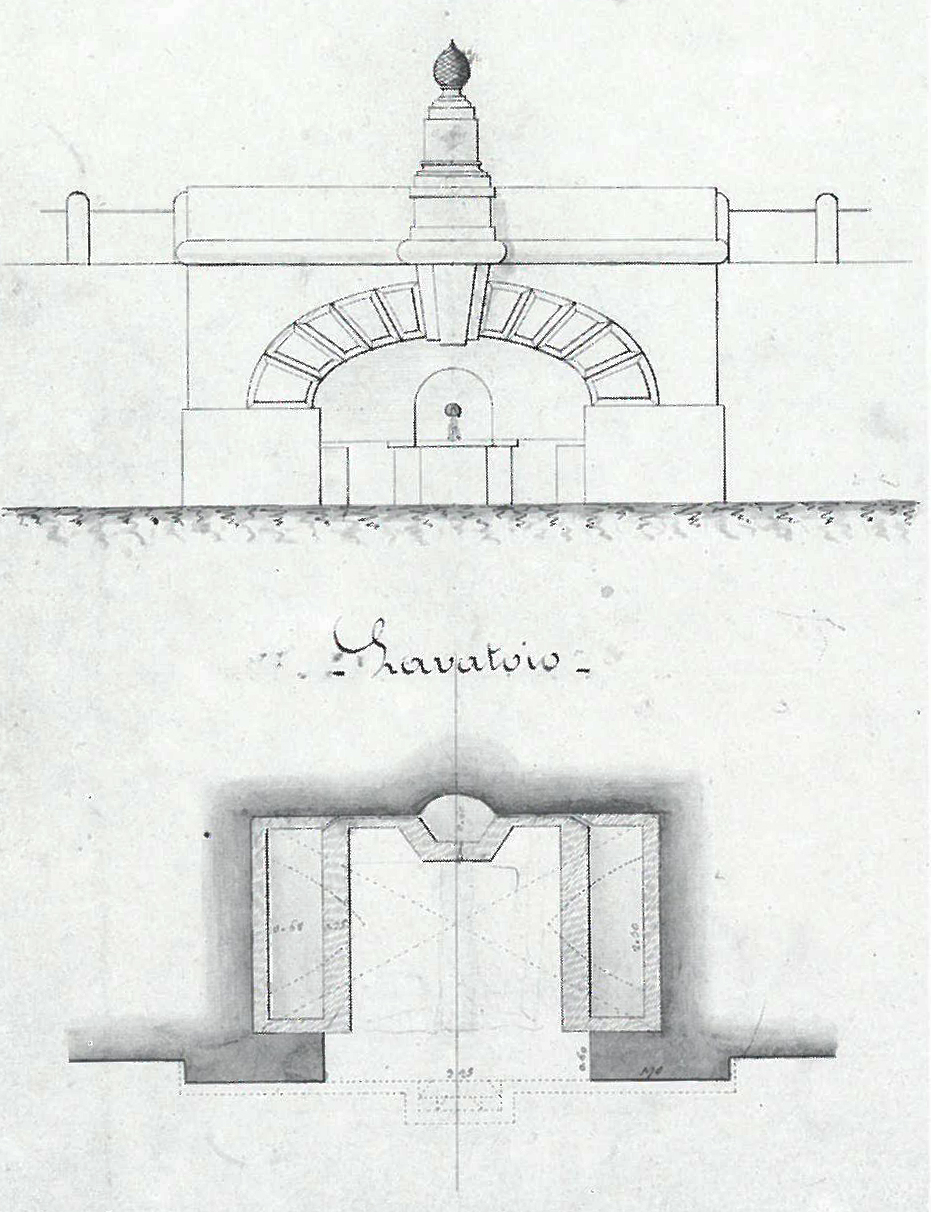
Il progetto della fontana, oggi demolita, che si trovava in contrada Villassio
Foto d'epoca - dettaglio. In questa immagine si nota una donna intenta a lavare i panni al lavatoio adiacente alla fontana in piazza Villassio
Foto d'epoca. Piazza Villassio ripresa dall'alto mentre suona una banda. In basso a sinistra si vede la fontana, successivamente demolita, con la caratteristica pigna
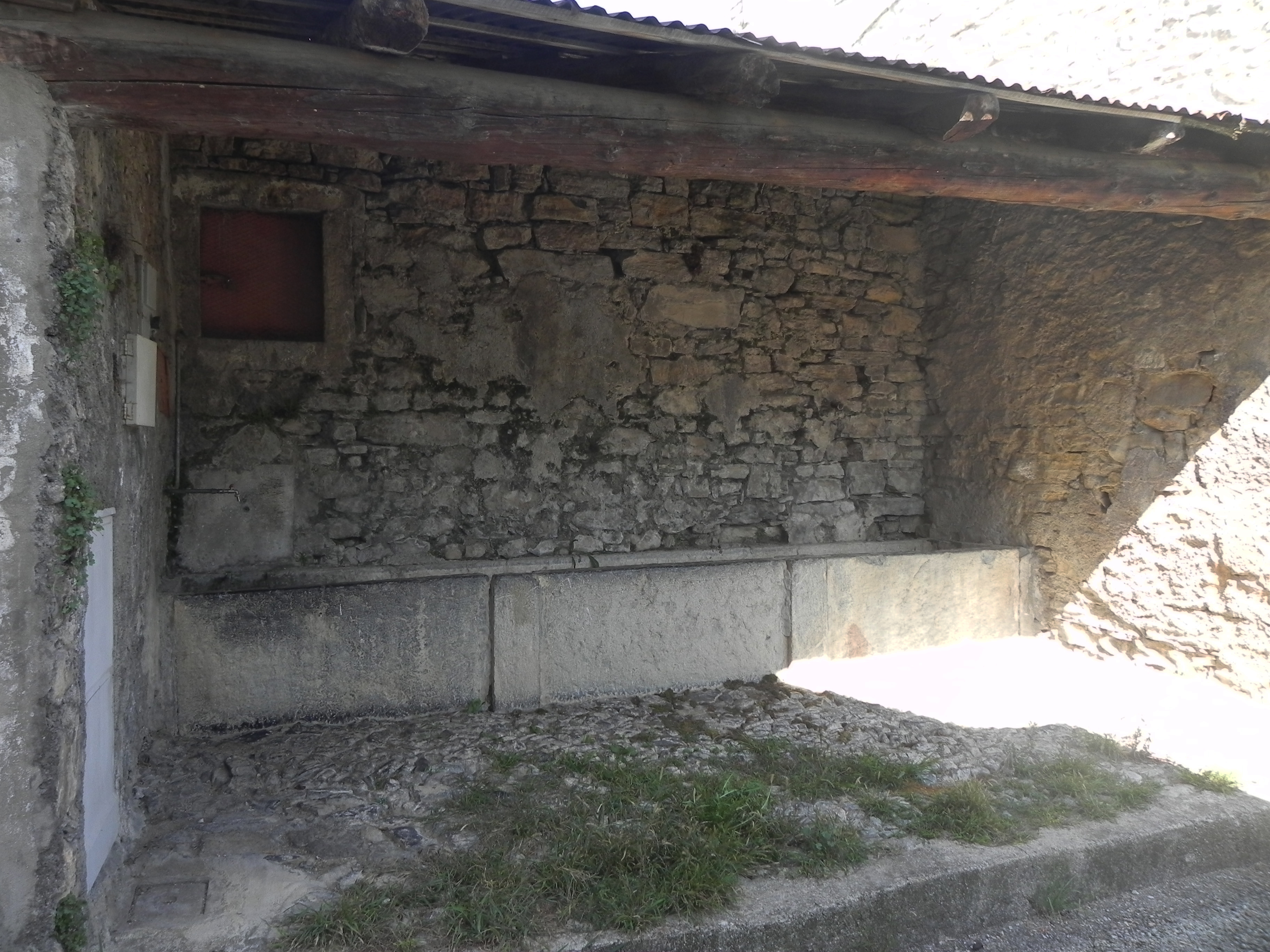
La fontana in contrada San Giovanni
Foto d'epoca - Il lavatoio in contrada Riso, successivamente demolito
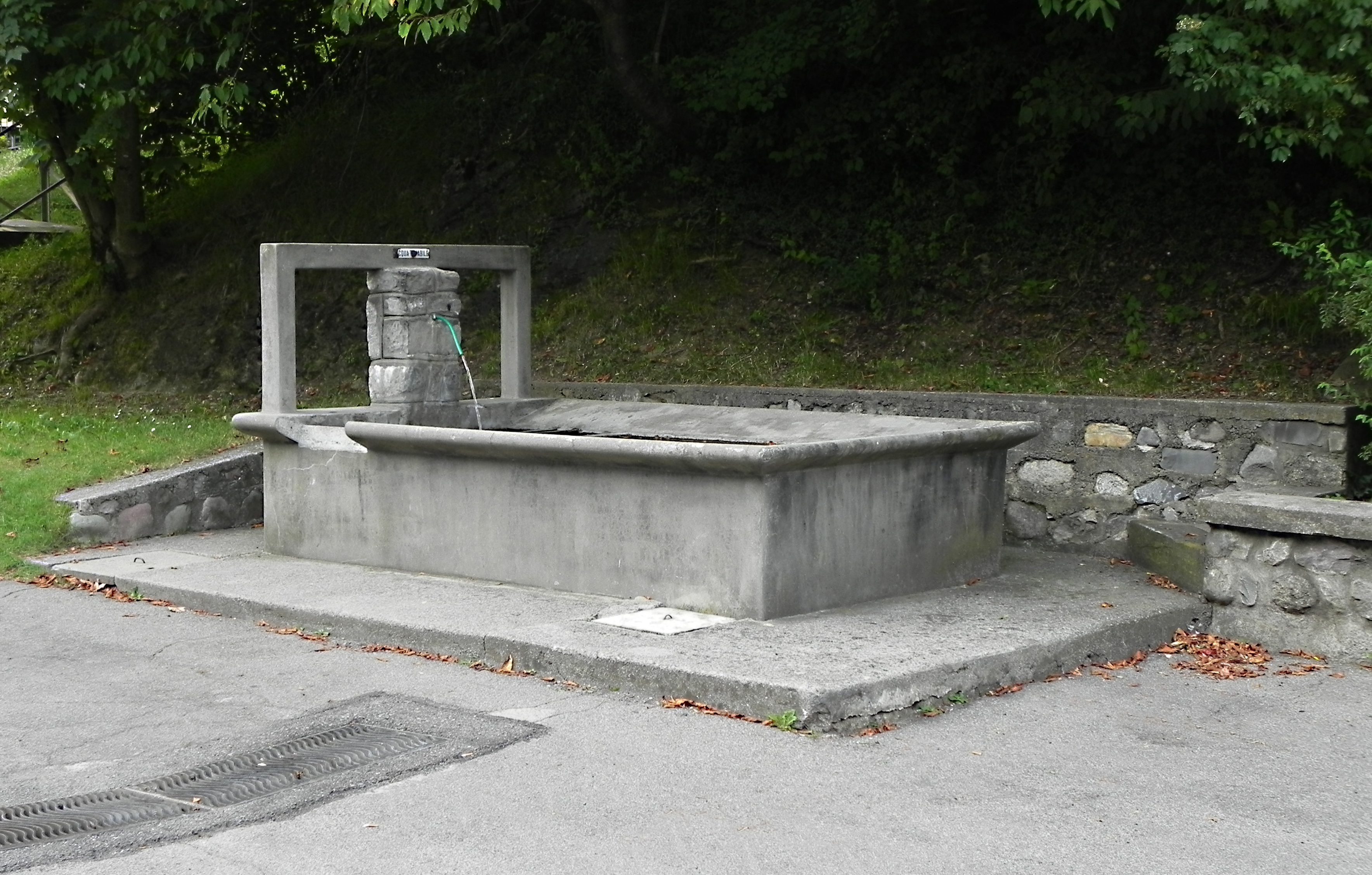
Il lavatoio vicino al Santuario del SS Crocefisso in una foto recente